# ヨハン・ブフナー
ヨハン・ブフナー(Johann Andreas Buchner、1783年4月6日 - 1852年6月5日)は、ミュンヘン出身のドイツの薬理学者である。アルカロイドの分野を研究した。息子のルートヴィヒ・ブフナー(Ludwig Andreas Buchner、1813年-1897年)も同じく薬理学者であった。
エアフルトのヨハン・トロムスドルフの薬品研究所で修学し、1807年にPhDを取った。1809年にミュンヘンの薬局Zentral-Stiftungs-Apothekeの薬剤師になった。1818年にランツフート大学の薬学、医療処方指導、毒性学の准教授に指名され、1822年に教授となった。大学がミュンヘンに移転すると、これに合わせて故郷に戻り、死去するまでここで研究した。
彼は、ヤナギの樹皮からサリシンを単離し（1828年）、またセイヨウメギの根皮からベルベリンを発見した。

## 著書
- Vollstandiger Inbegriff der Pharmacie in ihren Grundlehren und praktischen Theilen : ein Handbuch fur Aerzte und Apotheker . Bande: 2 / Bd.1 T.3 / Bd.2 T.4 / Bd.3 T.4 / 7 . Schrag, Nurnberg 1822 - 1828 Digital edition by the University and State Library Dusseldorf